# Elżbieta Kilińska
Elżbieta Kilińska z domu Zalecińska (ur. 24 czerwca 1963 w Kluczborku) – polska lekkoatletka sprinterka, wielokrotna mistrzyni Polski.

## Kariera
Specjalizowała się w biegu na 400 metrów. Wystąpiła w tej konkurencji na mistrzostwach Europy w 1994 w Helsinkach, ale odpadła w eliminacjach, a w sztafecie 4 × 400 metrów, która biegła w składzie: Barbara Grzywocz, Monika Warnicka, Sylwia Pachut i Kilińska, zajęła w finale 7. miejsce.
W Pucharze Europy w 1989 w Gateshead zajęła 6. miejsce na 400 m i  5. miejsce w sztafecie 4 × 400 m, w Pucharze Europy w 1991 we Frankfurcie była 5. na 400 m i 7. w sztafecie 4 × 400 m, a w Pucharze Europy w 1993 w Rzymie zajęła w obu tych konkurencjach 7. miejsce.
Mistrzyni Polski w biegu na 400 metrów w latach 1989, 1991, 1992, 1993 i 1994 oraz w sztafecie 4 × 400 metrów w 1986, 1987, 1988, 1991 i 1993, wicemistrzyni w biegu na 400 metrów w 1990, w biegu na 200 metrów w 1993 i w sztafecie 4 × 400 metrów w 1989 i 1990 oraz brązowa medalistka w biegu na 200 metrów w 1991 i 1994. Zdobyła również mistrzostwo Polski w hali na 400 metrów w 1992 oraz wicemistrzostwo w 1990, 1991, 1993 i 1994.
Rekordy życiowe:
| Konkurencja        | Data i miejsce                       | Wynik |
| ------------------ | ------------------------------------ | ----- |
| bieg na 200 metrów | 14 lipca 1991, Kielce                | 23,98 |
| bieg na 400 metrów | 29 czerwca 1991, Frankfurt nad Menem | 52,30 |

Była zawodniczką Chemika Kędzierzyn-Koźle.

## Sukcesy sportowe

### Mistrzostwa Europy
| Miejsce | Dzień       | Rok  | Miejscowość | Konkurencja        | Czas biegu  | Strata   | Zwycięzca        |
| ------- | ----------- | ---- | ----------- | ------------------ | ----------- | -------- | ---------------- |
| 17.     | 9 sierpnia  | 1994 | Helsinki    | bieg na 400 m      | 53,19 s     | -        | Marie-José Pérec |
| 7.      | 14 sierpnia | 1994 | Helsinki    | sztafeta 4 x 400 m | 3:29,75 min | + 7,41 s | Francja          |